# Президентские выборы в Монголии (1993)
Президентские выборы в Монголии проводились 6 июня 1993 года. Это были первыми всеобщими выборами президента страны.
В результате выборов победил кандидат социал-демократической партии Монголии П. Очирбат, став первым всенародно избранным президентом.

## Контекст выборов
В 1990 году П. Очирбат был избран на Великом народном хурале (парламенте Монголии) первым президентом Монголии. Когда в 1993 году впервые в истории страны были назначены всенародные выборы президента, Монгольская народно-революционная партия выдвинула своим кандидатом редактора партийной газеты «Унэн» Л. Тудэва. Оппозиционные партии объединились вокруг Очирбата, что в результате привело к его победе.

## Результаты
| Кандидат                    | Голоса    | %      |
| --------------------------- | --------- | ------ |
| П. Очирбат                  | 592 836   | 59,9 % |
| Л. Тудэв                    | 397 061   | 40,1 % |
| Недействительных бюллетеней | 36 073    | —      |
| Всего/Участие               | 1 025 970 | 92,7 % |
| Источник: ЦИК Монголии      |           |        |